# 富士塚
富士塚（ふじづか）是富士信仰模仿富士山營造的人工的山或塚。現代也稱作「迷你富士」。

## 概要
營造的方法主要是以富士山熔岩堆積或利用既存的丘、古墳。
富士塚的名稱大多是地名之後加上富士的「○○富士」。頂上有淺間神社，以關東地方為中心分布。富士講在富士山的開山之日（現在是7月1日）有登富士塚的習慣。

## 歷史
1780年（安永9年），高田籐四郎（日行）在江戶高田建造的是最古老的富士塚，1964年（昭和39年），早稻田大學擴張（現在的早稻田大學9號館）之際移築到近隣的水稻荷神社（現在僅舉行富士講之日可進入）。另一方面，東京都渋谷區千駄谷鳩森八幡神社的千駄谷富士（江戶八富士之一）是現存於築造當時場所的富士塚之中，都內最古老的富士塚，已指定為東京都的有形民俗文化財。
富士講盛行的江戶時代有「江戶八百八町講中八萬人」之稱，江戶市中有名的富士塚特別被稱作「江戶八富士」、「江戶八大富士」。現代，江古田的富士塚（東京都練馬區小竹町茅原淺間神社境內）、豐島長崎的富士塚（同豐島區高松富士淺間神社境內）、下谷坂本的富士塚（同台東區下谷小野照崎神社境內）、木曾呂的富士塚（埼玉縣川口市東內野）已指定為國之重要有形民俗文化財。

## 主要的富士塚

### 江戶七富士
江戶七富士的富士塚，目前有「江戶七富士巡拜」。
- 品川富士（品川神社境內）
- 千駄谷富士（鳩森八幡神社境內）
- 下谷坂本富士（小野照崎神社境內）
- 江古田富士（茅原淺間神社境內）
- 十條富士（富士神社境內）
- 音羽富士（護國寺境內）
- 高松富士（富士淺間神社境內）

重要有形民俗文化財

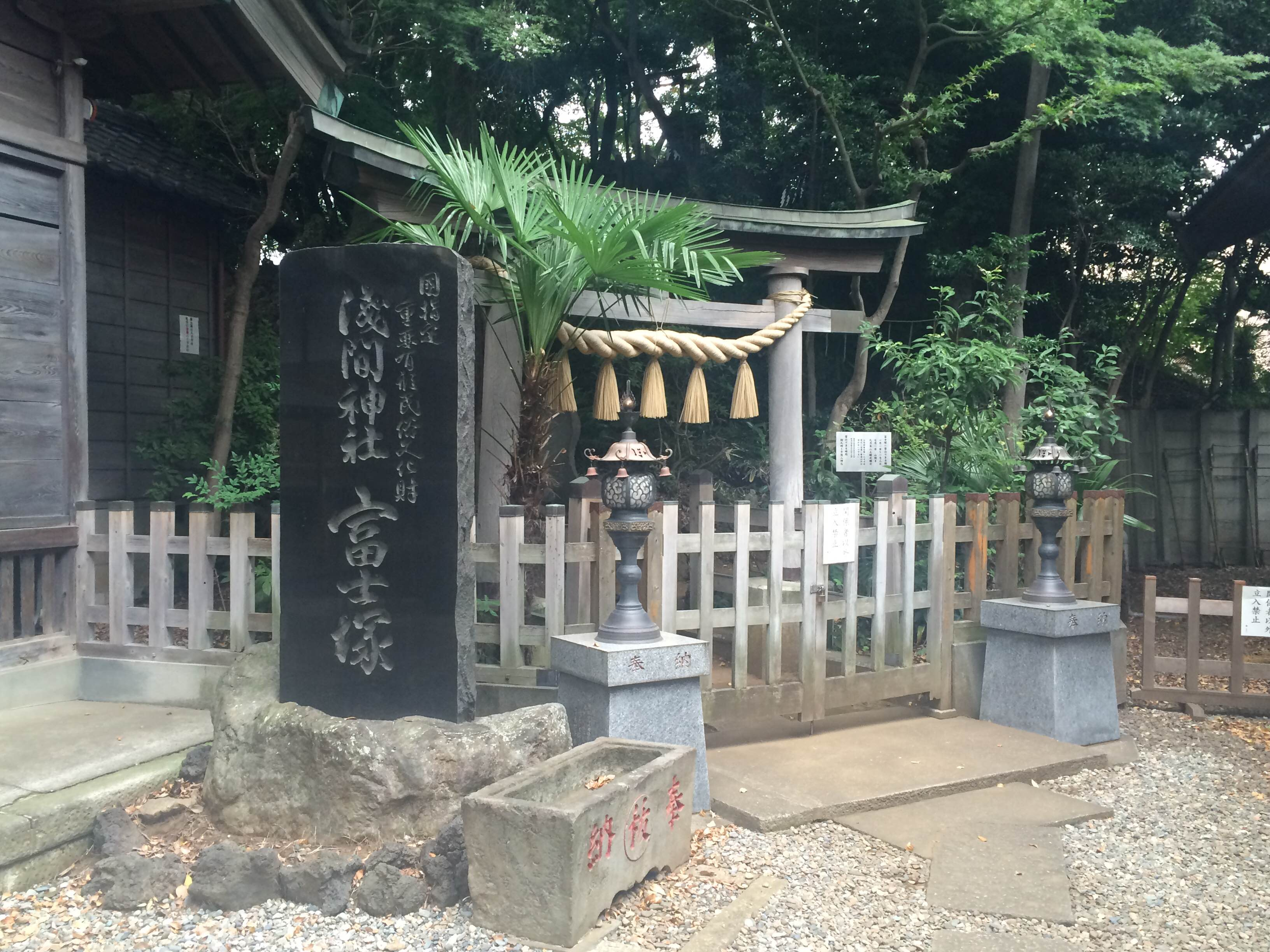
江古田的富士塚
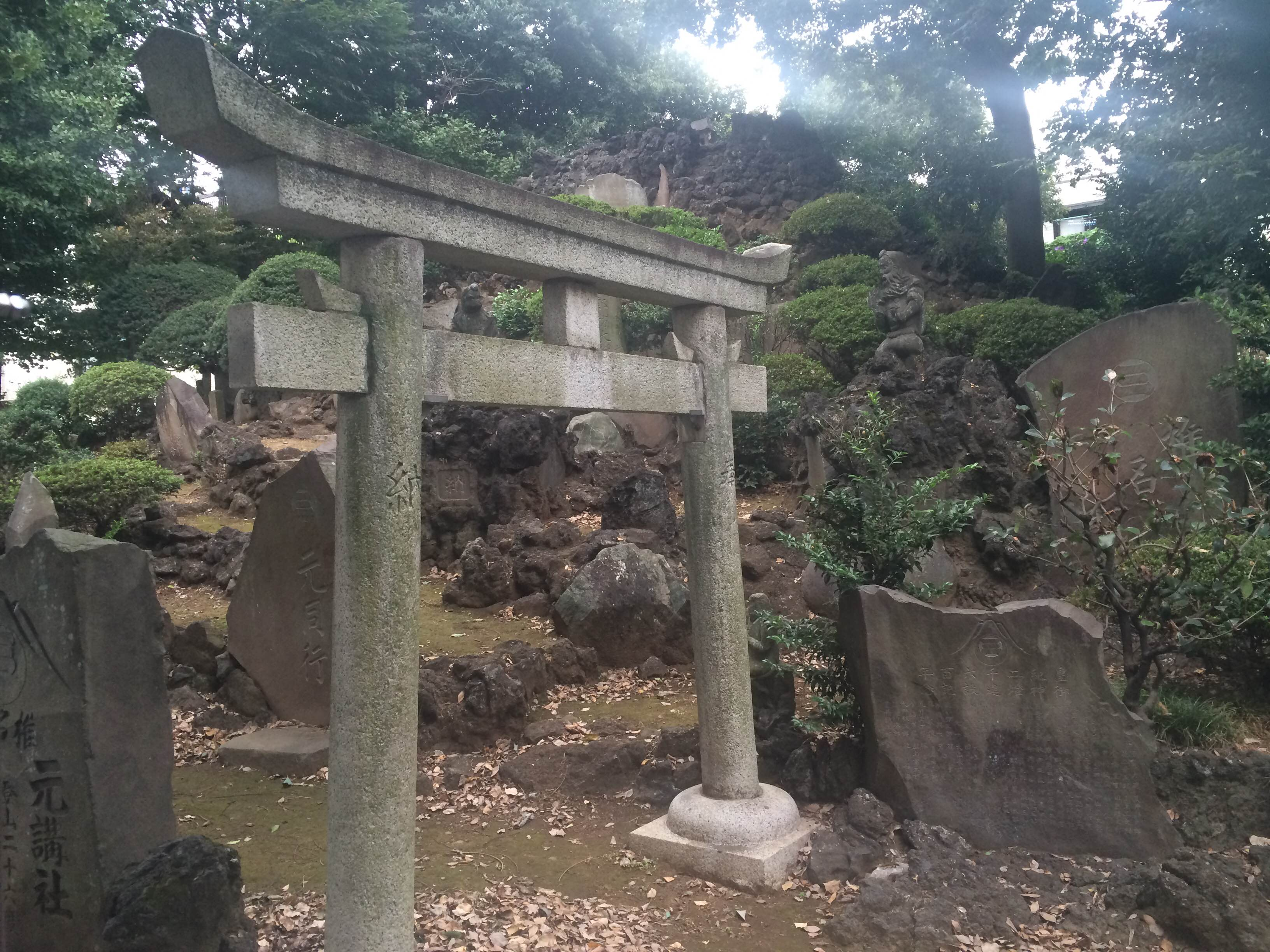
豐島長崎的富士塚
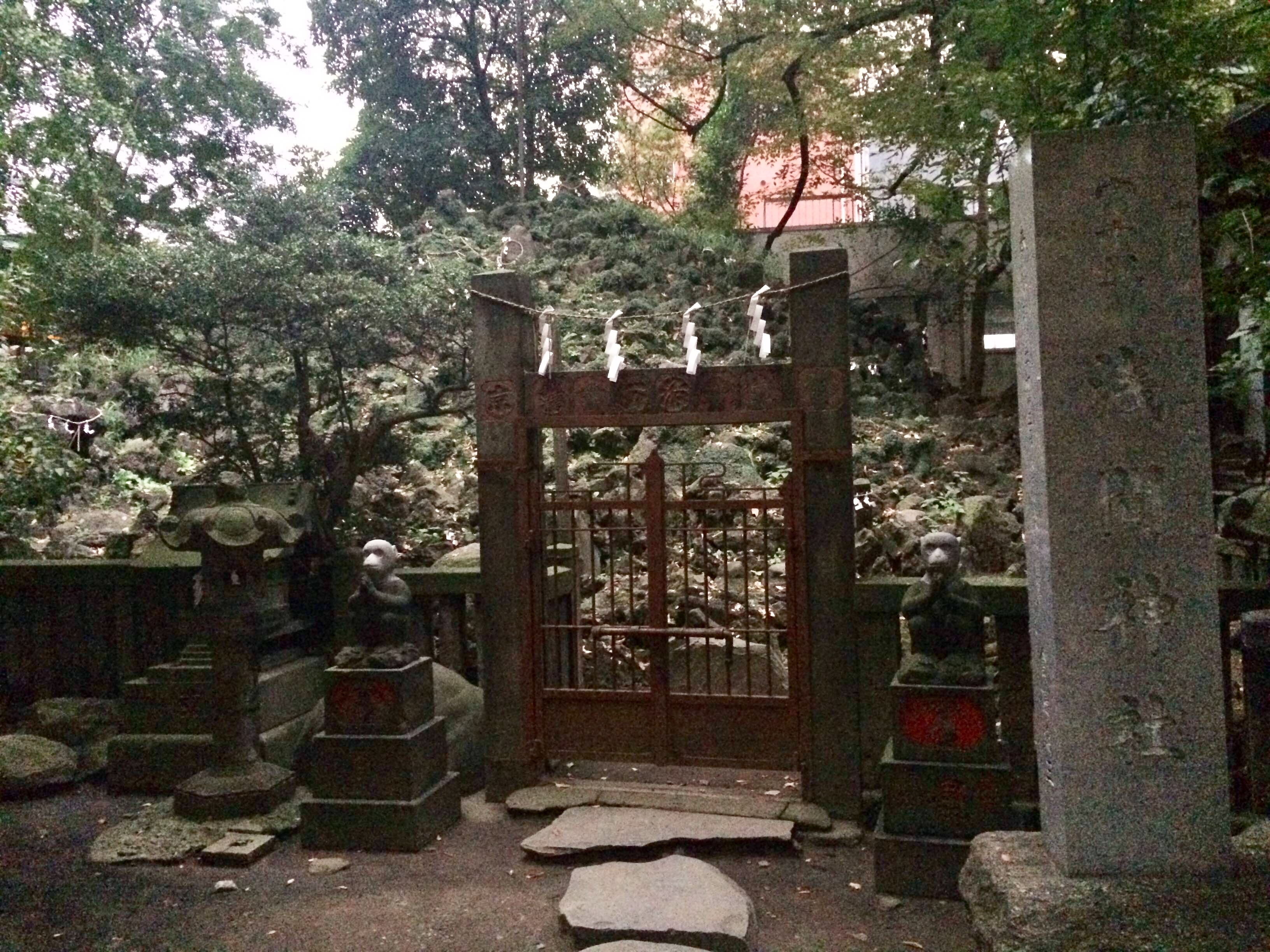
下谷坂本的富士塚
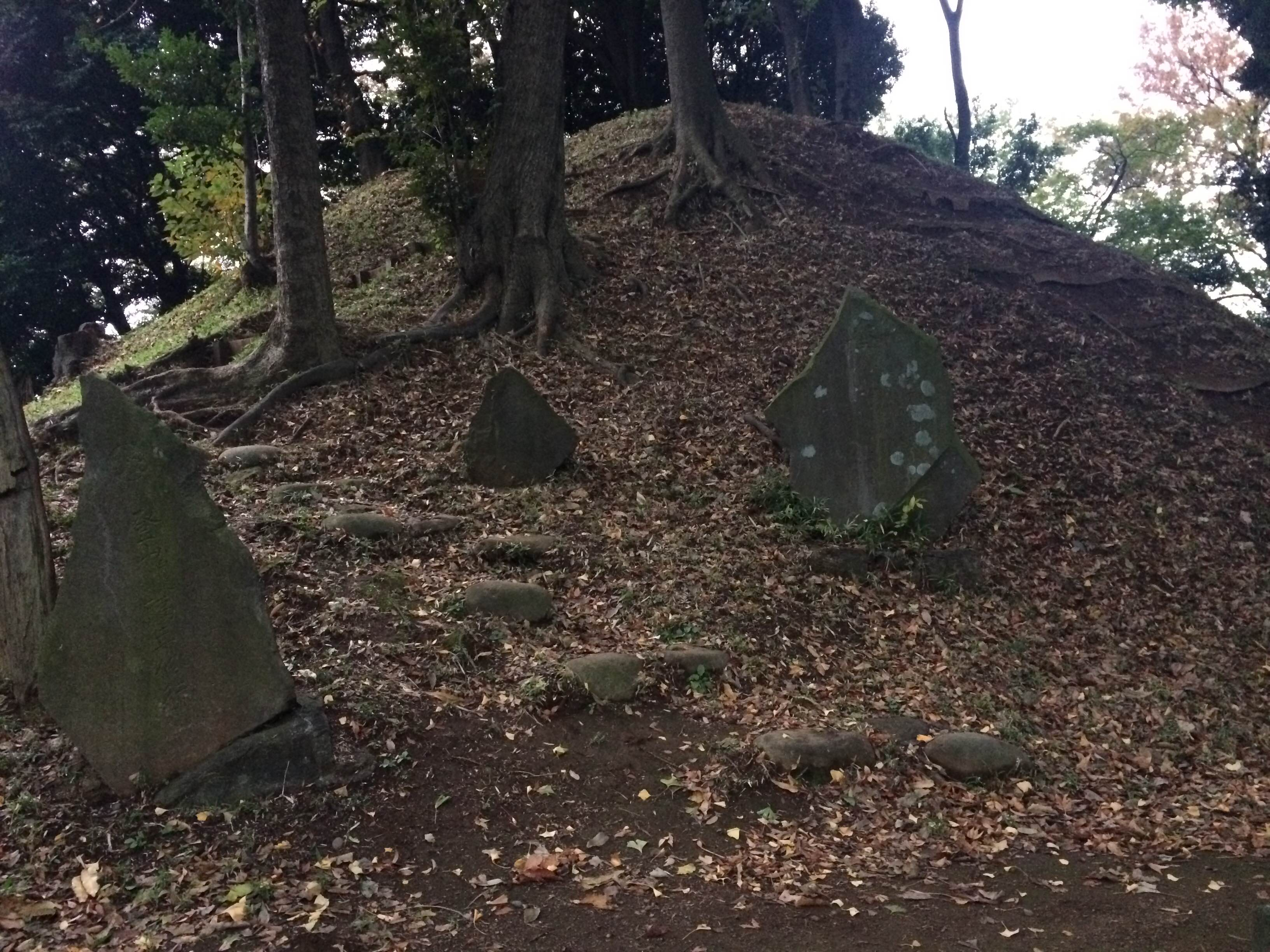
木曾呂的富士塚

其他富士塚

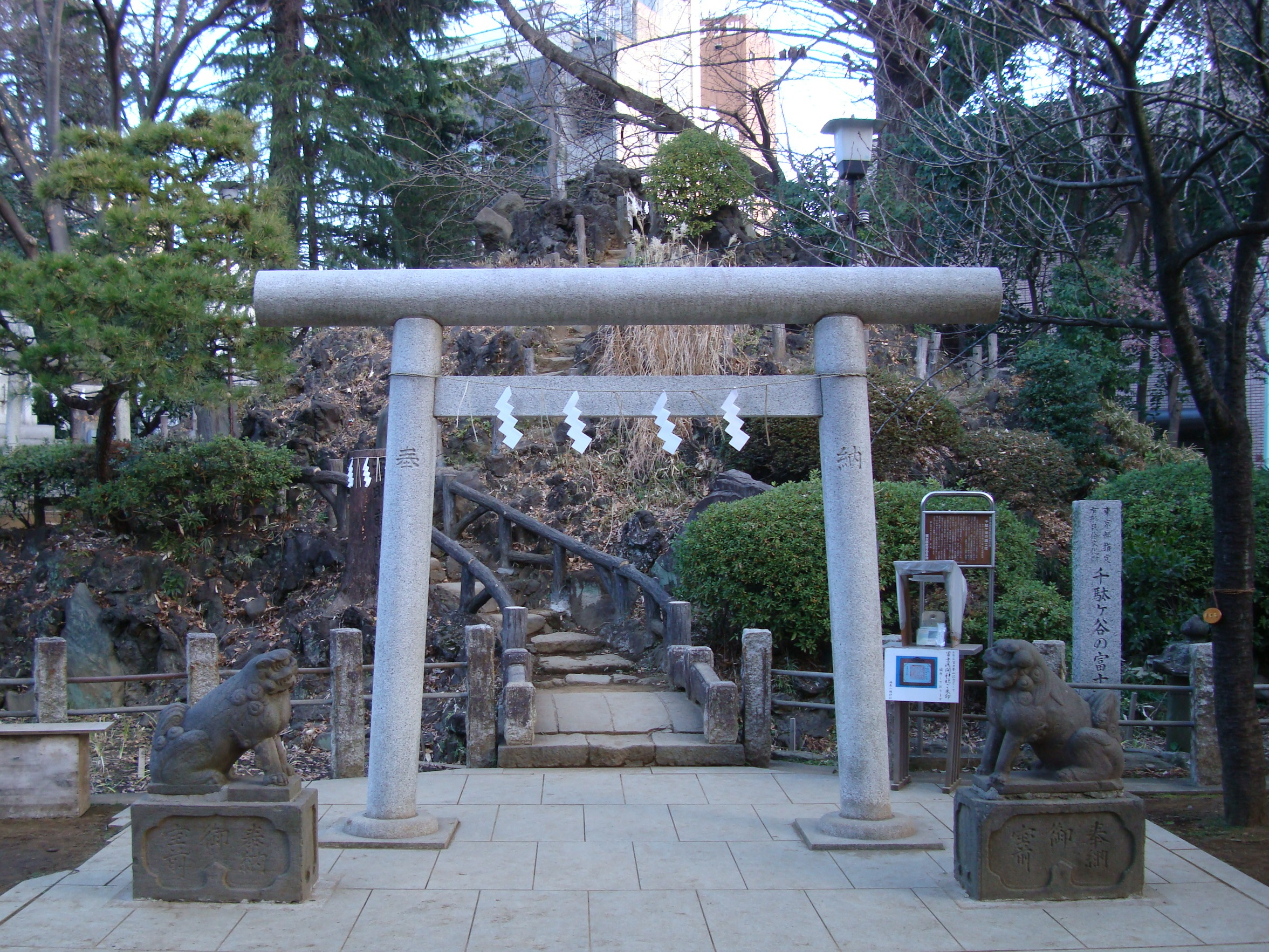
鳩森八幡神社的富士塚（千駄谷富士）
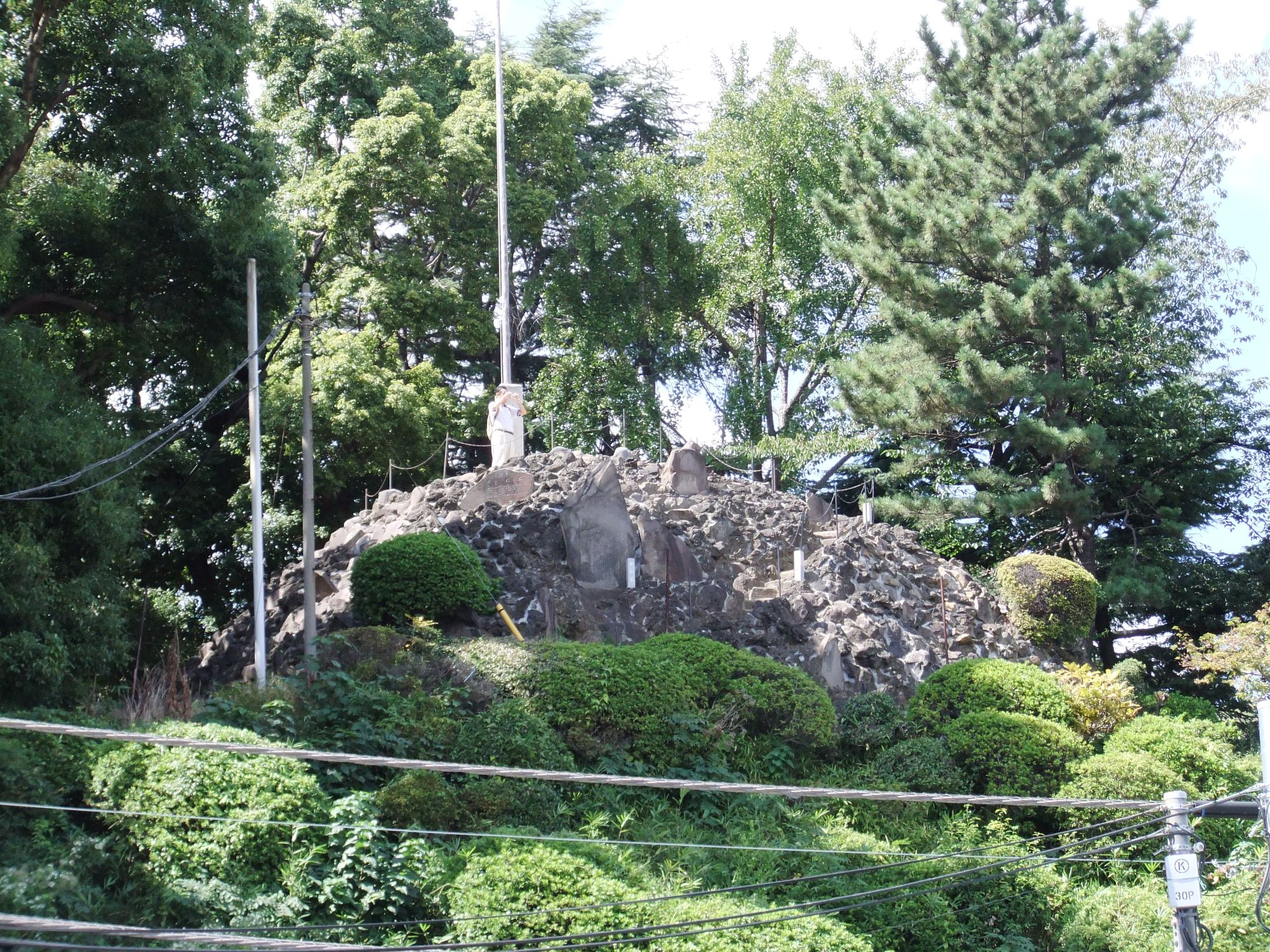
品川神社富士塚（品川富士）、都內最大
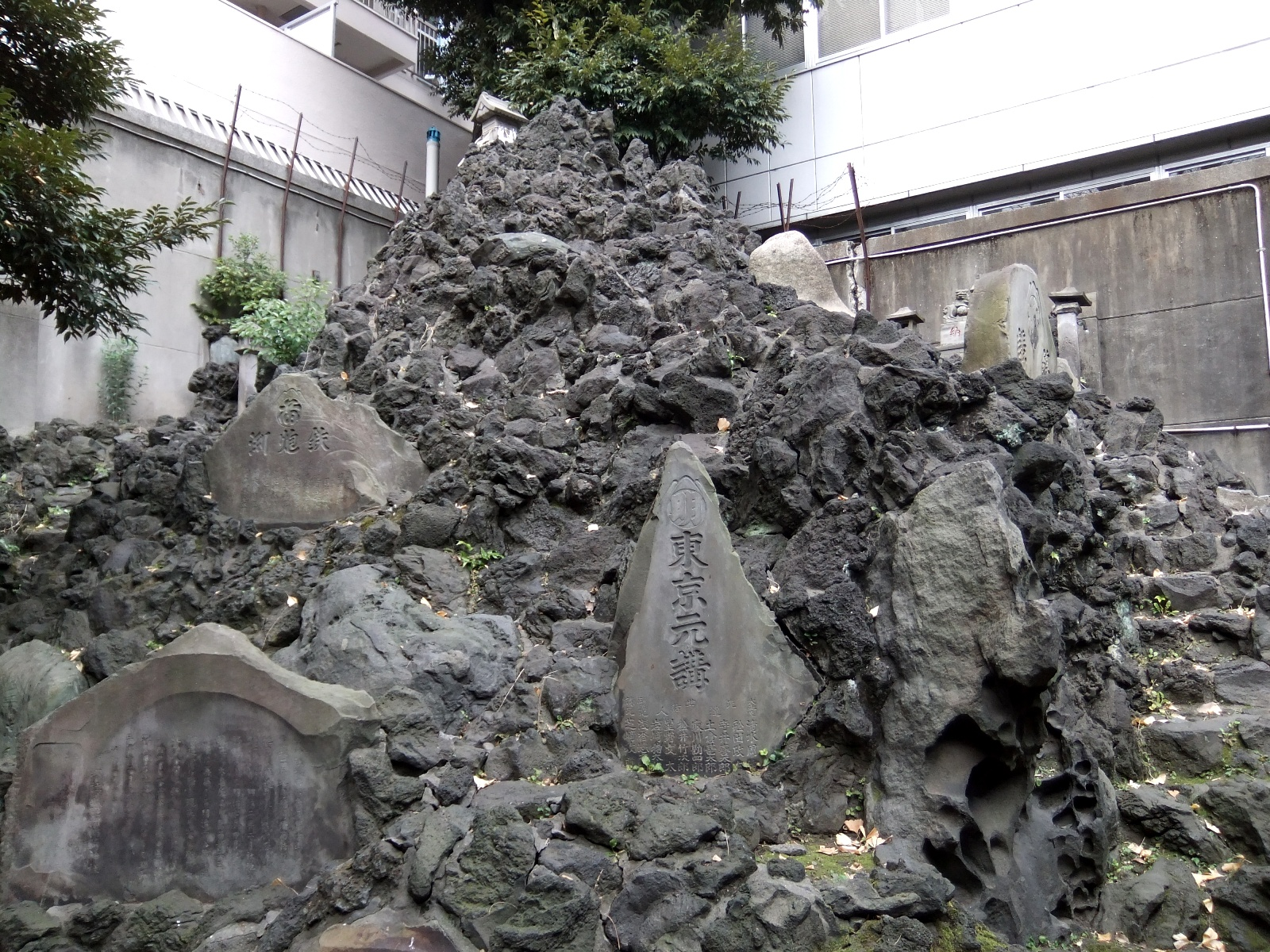
鐵砲洲稻荷神社的富士塚（鐵砲洲富士）
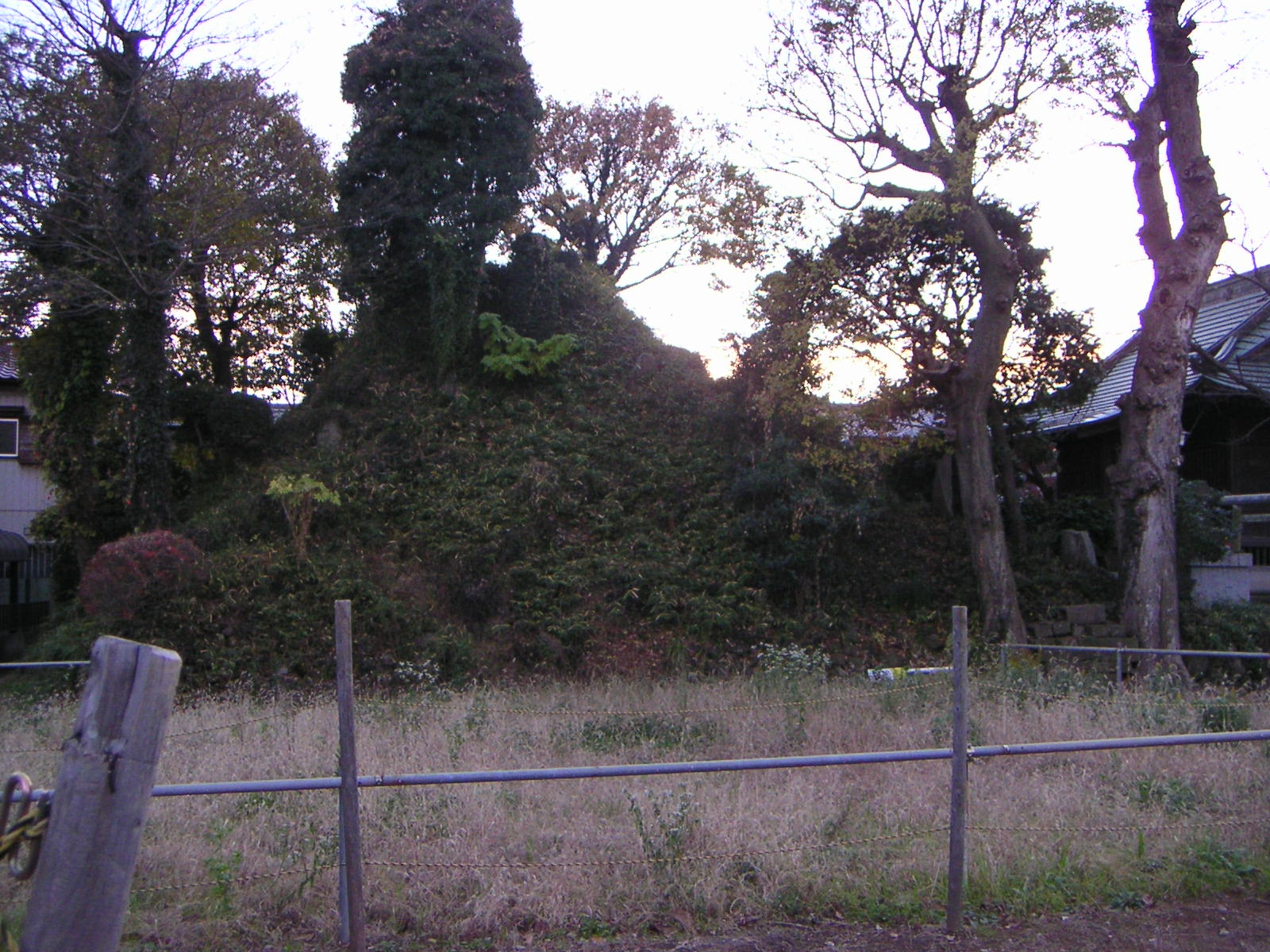
淺間神社（流山市）的富士塚（流山富士）

## 脚注
1. ↑  .   [2015-01-20]. （原始内容存档于2018-05-19）.
2. ↑  江古田の富士塚 （页面存档备份，存于）（文化遺産オンライン）
3. ↑  豊島長崎の富士塚 （页面存档备份，存于）（文化遺産オンライン）
4. ↑  下谷坂本の富士塚 （页面存档备份，存于）（文化遺産オンライン）
5. ↑  木曽呂の富士塚 （页面存档备份，存于）（文化遺産オンライン）
6. ↑  .   [2015-01-20]. （原始内容存档于2014-12-20）.

## 關連項目
- 近藤富藏
- 富士講
  - 丸吉講
- 富士信仰
- 富士見坂

## 外部連結
- 歴史を留める東京の風景（歴史の足跡II） - 詳細な訪問記。現存しない高田富士、目黒両富士の跡地も訪問している。
- 七福神めぐり／富士山（matsumo's Home Page） - 都内の富士塚を網羅し、写真つきで解説している。
- 都内の富士塚（页面存档备份，存于） - 詳細な写真つきの解説。
- 芙蓉庵の【富士塚日記】[永久] - “富士塚アーティスト”有坂蓉子のブログ。